# Drepanulatrix lenitaria
Drepanulatrix lenitaria är en fjärilsart som beskrevs av Grossbeck 1912. Drepanulatrix lenitaria ingår i släktet Drepanulatrix och familjen mätare. Inga underarter finns listade i Catalogue of Life.